# Spondias mombin
Spondias mombin är en sumakväxtart som beskrevs av Nikolaus Joseph von Jacquin. Spondias mombin ingår i släktet Spondias och familjen sumakväxter. Inga underarter finns listade i Catalogue of Life.

## Anatomi

### Frukt
Frukterna är stenfrukter.